# Rally Olympus
El Rally Olympus es una prueba de rally que se celebra anualmente en Estados Unidos y que fue puntuable para el Campeonato Mundial de Rally entre 1986 y 1988. En 2006 entró formando parte del Campeonato de Rally de Estados Unidos y forma parte del Campeonato Nacional Rally América.
La FIA decidió eliminar del campeonato mundial en 1975 el Rally Press on Regardless y no fue hasta 1986 cuando volvió a incorporar un rally en Estados Unidos, en este caso en el Rally Olympus. Se celebró en los bosques del estado de Washington y el público brilló por su ausencia y los medios de comunicación americanos ni se enteraron de la celebración. A pesar de todo la prueba resistió tres años en el calendario, donde el equipo Lancia venció en las tres ocasiones, siempre sin apenas rivales.

## Palmarés
| Año  | Edición                                | Piloto          | Copiloto             | Vehículo                  | Series |
| ---- | -------------------------------------- | --------------- | -------------------- | ------------------------- | ------ |
| 1973 | 1º Olympus Rally                       | Gene Henderson  | Ken Pogue            | AMC Jeep                  | USA    |
| 1974 | 2º Olympus Rally                       | Gene Henderson  | Ken Pogue            | AMC Jeep                  | USA    |
| 1975 | 3º Lancia Wonder Muffler Olympus Rally | John Buffum     | Vicki Dykema         | Ford Escort               | USA    |
| 1976 | 4º Pirelli Olympus Rally               | John Buffum     | Vicki Dykema         | Porsche Carrera           | USA    |
| 1977 | 5º Pirelli Olympus Rally               | Ron Richardson  | Ray Hocker           | Plymouth Arrow            | USA    |
| 1978 | 6º Olympus Rally                       | John Buffum     | Doug Shepherd        | Triumph TR7               | USA    |
| 1979 | 7º Olympus Rally                       | Hendrik Blok    | Damon Trimble        | Plymouth Arrow            | USA    |
| 1980 | 8º Olympus Safari Pro Rally            | Rod Millen      | Dave Weiman          | Mazda RX-7                | USA    |
| 1981 | 9º Olympus Pro Rally                   | Rod Millen      | Bob Kraushaar        | Mazda RX-7                | USA    |
| 1982 | 10º Olympus Pro Rally                  | John Buffum     | Doug Shepherd        | Audi quattro              | USA    |
| 1983 | 11º Olympus Pro Rally                  | Rod Millen      | R. Dale Kraushaar    | Mazda RX-7                | USA    |
| 1984 | 12º Toyota Olympus Rally               | Rod Millen      | R. Dale Kraushaar    | Mazda RX-7                | USA    |
| 1985 | 13º Toyota Olympus Rally               | Hannu Mikkola   | Arne Hertz           | Audi Quattro              |        |
| 1986 | 14º Toyota Olympus Rally               | Markku Alén     | Ilkka Kivimäki       | Lancia Delta S4           | WRC    |
| 1987 | 15º Toyota Olympus Rally               | Juha Kankkunen  | Juha Piironen        | Lancia Delta HF 4WD       | WRC    |
| 1988 | 16º Olympus Rally                      | Miki Biasion    | Tiziano Siviero      | Lancia Delta Integrale    | WRC    |
| 2006 | 17º Olympus International Rally        | Wyeth Gubelmann | Cindy Krolikowski    | Subaru Impreza WRX STI    | USA    |
| 2007 | 18º Olympus Rally                      | Ramana Lagemann | Mark Williams        | Mitsubishi Lancer Evo VII | USA    |
| 2008 | 19º Olympus Rally                      | Ken Block       | Alessandro Gelsomino | Subaru Impreza WRX STI    | USA    |
| 2009 | 20º Olympus Rally                      | Travis Pastrana | Christian Edstrom    | Subaru Impreza WRX STI    | USA    |
| 2010 | 21º Olympus Rally                      | Travis Pastrana | Christian Edstrom    | Subaru Impreza WRX STI    | USA    |
| 2011 | 22º Olympus Rally                      | David Higgins   | Craig Drew           | Subaru Impreza WRX STI    | USA    |
| 2012 | 23º Olympus Rally                      | Ken Block       | Alessandro Gelsomino | Ford Fiesta RS Open       | USA    |
| 2014 | 24º Olympus Rally                      | Schmidtke Hardy | Kremer Chris         | Mitsubishi Lancer Evo IX  |        |
| 2015 | 25º Olympus Rally                      | David Higgins   | Craig Drew           | Subaru WRX STI            | USA    |
| 2016 | 26º Olympus Rally                      | David Higgins   | Craig Drew           | Subaru WRX STI            | USA    |
| 2017 | 27º Olympus Rally                      | David Higgins   | Craig Drew           | Subaru WRX STI            | USA    |
| 2018 | 28º Olympus Rally                      | Patrick Sandell | Per Almkvist         | Subaru WRX STI            | USA    |
| 2019 | 29º DirtFish Olympus Rally             | Oliver Solberg  | Denis Giraudet       | Subaru WRX STI            | USA    |